# Colle Valcavera
Il Colle Valcavera (2.416 m s.l.m.) è un valico alpino situato nelle Alpi Cozie italiane, in Piemonte.

## Geografia
Mette in comunicazione la Valle Grana (Colle Fauniera) con il Vallone dell'Arma (laterale della valle Stura di Demonte) e l'altopiano della Meja-Gardetta (raggiungibile anche dalla valle Maira attraverso il Colle del Preit).
Poco sotto al valico nasce il torrente Cant.

## Ciclismo
Il Giro d'Italia è transitato una sola volta dal colle, esattamente nel 1999 attraverso il Colle Fauniera e successiva discesa verso il Colle Valcavera e Demonte nella tappa Bra - Borgo San Dalmazzo vinta dal bergamasco Paolo Savoldelli.

## Galleria d'immagini

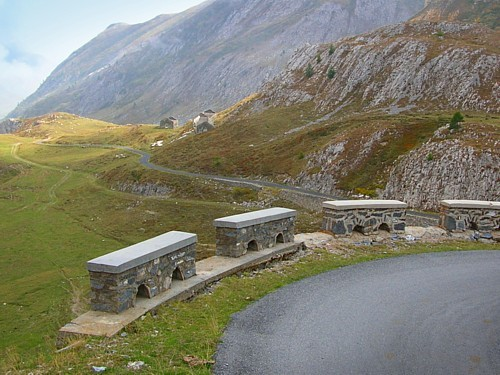
Strada che sale al colle
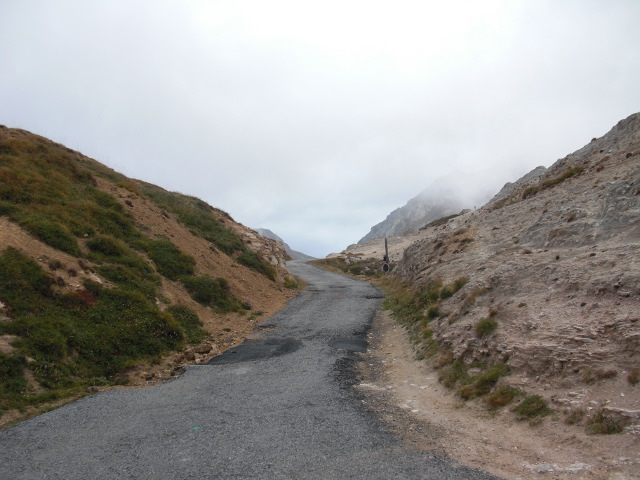
Parte sommitale della salita
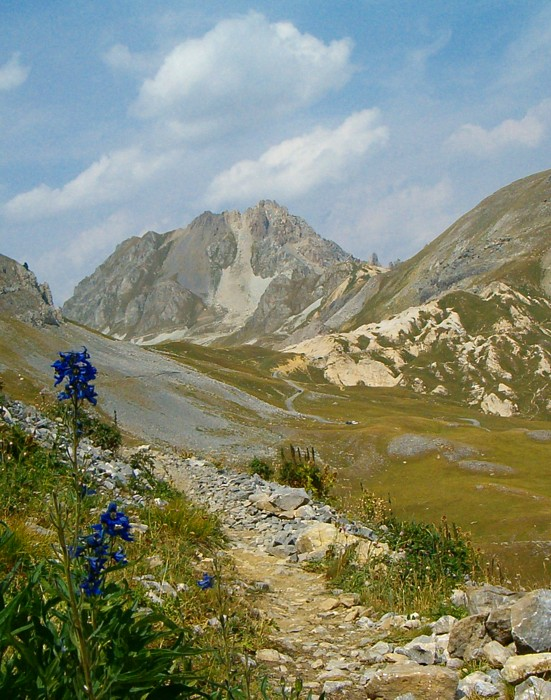
Colle di Valcavera (2416 m), sullo sfondo l'altopiano Gardetta-Meja.
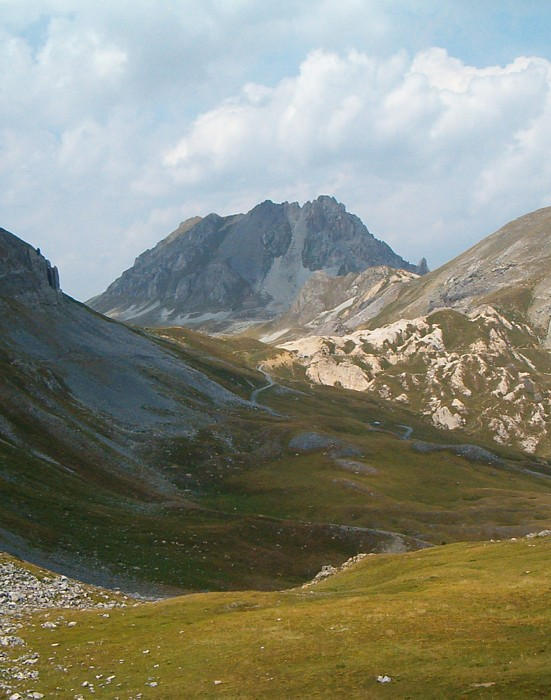
verso il colle